# Ursula Gärtner (Politikerin)
Ursula Gärtner geb. Jacobitz (* 24. September 1901 in Halle (Saale); † 15. Januar 1989) war eine deutsche Politikerin (SPD) und Abgeordnete des Hessischen Landtags.

## Ausbildung und Beruf
Ursula Gärtner machte nach dem Abitur 1920 in Hirschberg (Schlesien) im Jahr 1922 eine Prüfung als Fürsorgerin. Sie arbeitete in Breslau, Berlin und im Waldenburger Industriegebiet in Schlesien. Wegen Arbeitslosigkeit machte sie ab 1935 einen Hebammenlehrgang und legte 1937 die Prüfung als Hebamme in Breslau ab. Anschließend arbeitete sie als Hebamme in Neustadt (Oberschlesien). Seit November 1941 war sie als Fürsorgerin in Frankfurt am Main tätig.
Ursula Gärtner war verheiratet und hat zwei Kinder.

## Politik
Ursula Gärtner war Mitglied der SPD und der Arbeiterwohlfahrt. Sie war seit 1949 Mitglied des SPD-Parteivorstandes Hessen-Süd.
Vom 1. Dezember 1950 bis zum 30. November 1962 war sie Mitglied des Hessischen Landtags. 1954 war sie Mitglied der 2., 1959 der 3. Bundesversammlung.